# Adzsuran Szultánság
Az Adzsuran Szultánság vagy Adzsuran Birodalom vagy csak Adzsuran (szomáli: Saldanadda Ajuuraan) középkori iszlám birodalom volt a mai Szomália területén, Afrika szarván. Erős és virágzó birodalom volt, erős központi kormányzással és nagy hadsereggel. A birodalom sikeresen ellenállt az oromó és a portugál hódításnak is. Jelentős tengeri kereskedelemmel rendelkezett. Rengeteg erődöt, nekropoliszt, várat építettek, fényűző udvart tartottak fent Maregben, kelafóban és Mercában. A 17. században az ország hanyatlásnak indult, és egyre többször fordultak elő parasztfelkelések. Az ország összeomlott, és több utóddállama jött létre, mint például Geledi Szultánság és Mogadishui Szultánság.

## Garen-ház
A Garen-ház az Adzsuran Birodalom örökletes dinasztiája volt. A dinasztia tagjai leginkább a szomáli országok és Etiópia felett uralkodtak, komoly befolyással bírtak Ogaden felett is. A család tagjai között szép számmal találunk imámokat, emíreket vagy kádikat . Az állam vallás az iszlám lett, és a saría képezte az alaptörvényt.
1. Imám - államfő és vallási vezető.
2. Emír - katonai parancsnok.
3. Naib[1] - Helytartó.
4. vazir - adószedő.
5. kádi[2]- bíró.

A régió kútjainak és vízforrásainak ellenőrzése révén a Garen-uralkodók gyakorlatilag monopóliumot tartottak nomád alattvalóik felett. Ma Szomália és Afrika szarvának belsejében számos romos és elhagyott város bizonyítja a középkorból származó, egykor virágzó szárazföldi kereskedelmi hálózatot. 

## Gazdaság
A termékeny földek miatt a terméshozam jó volt. Öntözéses földművelést alkalmaztak. Leginkább babot, kukoricát, pamutot és gabonát termesztettek. Az állam tiszteletdíjat gyűjtött a gazdálkodóktól cirok, gabona,  szarvasmarha, teve és kecske formájában. Az a politikai eszköz, amelyet a Garen-uralkodók saját területükön valósítottak meg, lehetővé tette számukra, hogy olyan házasságokat hozzanak létre, amelyek érvényre juttatják a birodalom összes fontos csoportja felett fennálló hegemón uralmukat. Kereskedelem céljából az Adzsuran Birodalom saját pénznemet vert. Ezek lettek a mogadishan érmék. Mogadishan érmét találtak már az Egyesült Arab Emírségben.
Merca, Mogadishu és Barawa jelentős kikötőközpontok és jól jövedelmezőek voltak, rengeteg nyersanyagot hoztak az országba.